# Realm (banco de dados)
O Realm é um sistema de gerenciamento de banco de dados de objeto de código aberto, inicialmente para dispositivos móveis (Android/iOS), também disponível para plataformas como Xamarin ou React Native e outros, incluindo aplicativos de desktop (Windows), e está licenciado sob a licença Apache.